# 張元 (映画監督)
張元（1963年10月25日-）は、江蘇省連雲港市東海県出身の中国人男性監督。

## 生涯
1989年に北京電影学院で写真の学士号を取得。卒業後は自主映画製作のための資金を集めた。張元監督は自己資金で制作した映画『妈妈』と『北京杂种』が多くの国際映画祭で賞を受賞したが、両作品とも中国本土では上映禁止となり、張元監督自身も長年映画製作を禁止されていた。張源が監督資格を回復したのは1998年になってからであった。

## 映画およびテレビ作品
- 《妈妈》（1990）
- 《北京杂种》（1993）
- 《廣場》（1994，ドキュメンタリー映画）
- 《兒子》（1996）
- 《東宮西宮》（1996）
- 《过年回家》（1999）
- 《我爱你》（2003）
- 《绿茶》（2003)
- 《小さな赤い花》（2006）
- 《达达》（2008）
- 《有种》（2012）